# INTJ
INTJ (Introversion, Intuition, Thinking, Judgment) je jeden z šestnácti osobnostních typů podle MBTI. Je označován jako Introvertní intuitivní typ usuzující s extravertním myšlením čili introvertnější Logik a často současně Osnovatel (Mastermind), přičemž jeho typickými povoláními jsou Vědec, Analytik, Programátor, Architekt a mimo jiné Psychiatr (viz Carl Gustav Jung, který byl také tohoto typu a na jehož objevech (resp. zjištěních) je celá typologie MBTI mimo jiné původně založena).

## Stručný popis
Lidé typu INTJ mají jasné představy o budoucnosti. Mají organizační schopnosti a dostatek energie k realizaci vlastních myšlenek. Rádi vyhledávají takové situace, kde je potřeba řešit komplexní problémy. Vytváří všeobecně platné systémy a strategie k dosažení cílů, které si stanovili. Je to spolu s INFJ nejvzácnější typ, neboť se vyskytuje pouze asi v jednom procentu populace.

## Charakteristika podle Myersové-Briggsové
Podle Myersové-Briggsové jsou INTJ velmi analytičtí jedinci. Jako INTP jim více vyhovuje pracovat samostatně než s ostatními lidmi a obvykle nejsou tak sociální jako ostatní, přestože jsou připraveni převzít vedení, pokud se nikdo jiný nehlásí nebo vidí zásadní nedostatky v aktuálním vedení. INTJ jsou obvykle velmi logické a pragmatické osobnosti, často s velkým nadáním a nízkou tolerancí pro nespoutaný emocionalismus. Díky tomu bývají vtipní a také dokáží vytvářet suchý anglický humor, který se naučí sehrát takovým stylem, až to pak vypadá, že to myslí smrtelně vážně. Nejde však o osobní útok. Aby nedělali špatný první dojem, tak jsou spíše nenápadní a mohou působit hodně rezervovaně. Nejsou obvykle ovlivnitelní reklamou, slogany a podobnou manipulací a většinou neuznávají autoritu založenou na tradici, postavení či titulu. Naopak si mohou za vzory zvolit i velmi nepravděpodobné a okolím nepochopené „osobnosti“.
INTJ jsou silní individualisté, kteří dokážou aplikovat nové a neotřelé způsoby pohledu na věci. Rádi získávají nové poznatky. Mají intuitivní vhled do podstaty věci a jsou mentálně rychlí; nicméně, tato mentální rychlost nemusí vždy být navenek zjevná ostatním, protože si její velkou část nechávají pro sebe. Věří své vizi nezávisle na tom, co si myslí ostatní. Mohou být dokonce považováni za nejvíce nezávislý ze všech šestnácti typů osobnosti. INTJ jsou samotáři nezřídka preferující ideje, teorie a principy před vztahy a rodinou.
Osobnosti s tímto typem pracují nejlépe, je-li jim dáno velké množství samostatnosti a kreativní svobody. Mají vrozenou touhu se vyjadřovat, tedy být kreativní konceptualizací svých intelektuálních návrhů. Analýza, formulace komplexních teorií a plánování komplexních postupů jsou jejich nejsilnější stránkou. INTJ mají sklony pro povolání v akademických kruzích, výzkumu, managementu, inženýrství a právu. Jsou si obvykle silně vědomi svých znalostí a schopností, čímž si postupně vytvářejí silnou sebejistotu ohledně svých schopností a talentu, což z nich činí „přirozené vůdce“. Oproti INTP také mnohem častěji „ví, co neví“.
INTJ jsou obvykle nezávislí, vysoce inteligentní, individualističtí, plánující a rozhodní. Vnímají problémy globálně a rychle dávají do souvislostí nové informace s již existujícími principy. Nemají rádi opakující se jednotvárnou činnost, využívají svou intuici a důvtip spolu se schopností tvořivě syntetizovat fakta. Mají rádi věci logické. Dokáží být neústupní až tvrdohlaví. Jsou přímí a struční. Věci dokáží posuzovat racionálně, nestranně a někdy velmi kriticky. Kriticky mohou hodnotit i své blízké, ale většinou to dělají s dobrým úmyslem, přičemž druhá strana to ale může brát osobně. Věří především svému vlastnímu úsudku a nedokážou se i klidně jenom na oko podřídit davu, a proto bývají mezi prvními oběťmi radikálních změn a událostí (např. Robespierre, v české historii Josef Dobrovský v souvislosti s Rukopisy). Mají rádi vyjadřování na úrovni a tlumené barvy.

## Vztahy
V utváření vztahů mají INTJ sklony vyhledávat ostatní s podobnými charakterovými rysy, pohledem na svět a způsobem myšlení. Souhlas na teoretickém konceptu je důležitým aspektem vztahu. INTJ mají od přírody sklony být nároční ve svých očekáváních a přistupovat ke vztahu velmi racionálně. Často mají v hlavě celý dlouhý seznam kritérií. V důsledku toho INTJ nemusí vždy odpovědět na přirozeně se vyskytující zaslepenost zamilovanosti, ale počká na partnera/partnerku více vyhovujícímu jeho či její sadě kritérií. INTJ jsou obvykle velmi stabilní, spolehliví a oddaní. Své vztahy a závazky berou vážně a harmonie ve vztahu a domácím životě je pro ně velmi důležitá. Neradi mrhají časem na sociální rituály, které nepovažují za smysluplné. Mezi jejich přednosti ve vztazích patří schopnost konstruktivně se vypořádat s kritikou a konfliktem, schopnost naslouchat, neutuchající snaha po „optimalizaci“ vztahu, stejně jako schopnost ukončit vztah, který nefunguje.
K jejich slabinám naopak patří někdy až přehnaný perfekcionismus nebo rezervovanost ve vyjadřování citů a emoční podpory partnerům.
Mezi přirozené partnery INTJ patří především ostatní intuitivní typy, zejména introvertní - tedy INFP, INTP. Okamžité spojení lze čekat při setkání s jiným INTJ nebo INFJ, kde je sdílena primární funkce Ni (introvertní intuice). Úspěšné je obvykle také párování s ENFP a ENTP.